# Plongée profonde

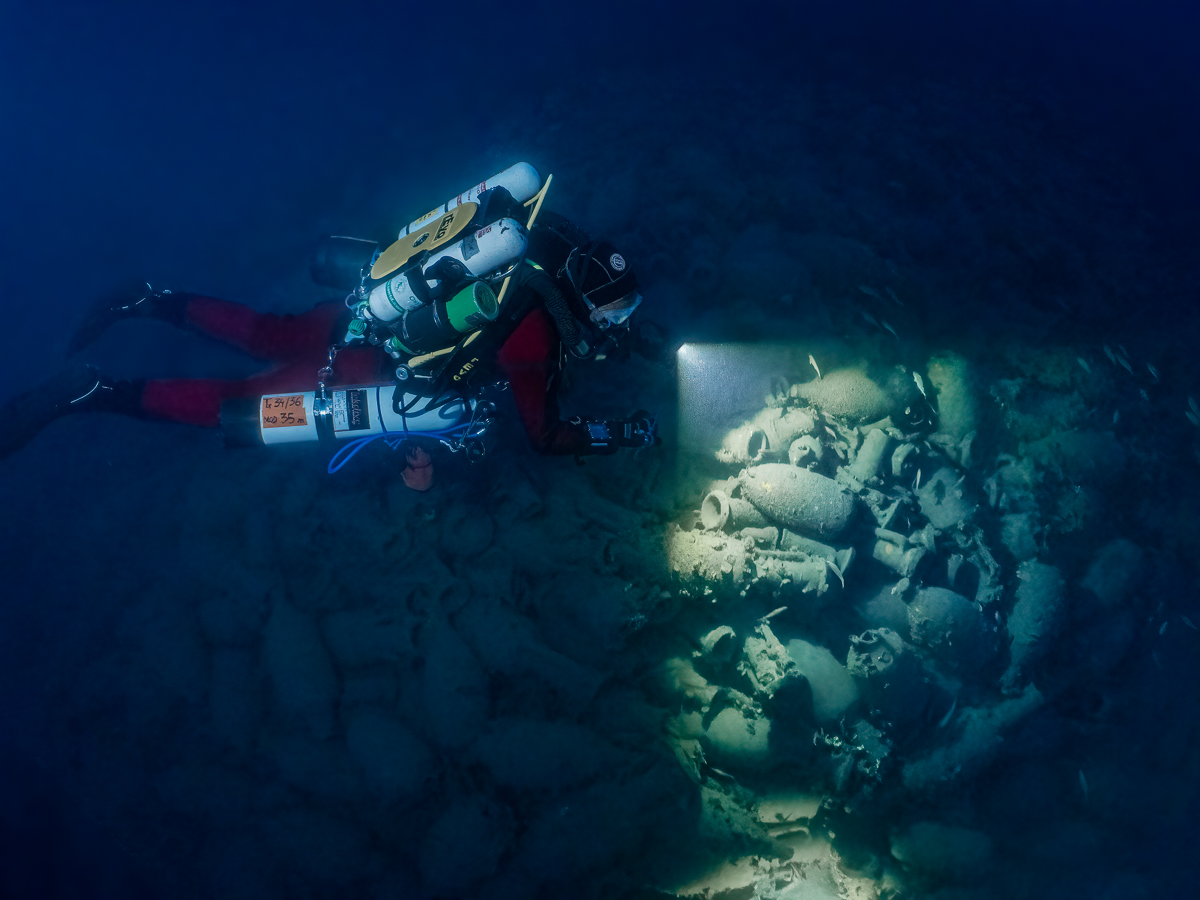
Plongeur profond en recycleur Trimix sur le Site C de Cassis découvert par la Comex, par 102 m de fond. Photographe sous-marin Alexandre Hache.

La plongée profonde est une discipline de plongée sous-marine.

## Limite et définition
La limite de profondeur à partir de laquelle une plongée est « profonde » varie suivant les définitions et les organismes de certification :
- anciennement la réglementation française (avant juillet 2010) définissait l'« espace lointain » comme la zone des 20 à 40 m de profondeur ;
- les plus importants organismes de certification définissent comme « profonde » toute plongée à une profondeur supérieure à 18 m ;
- dans leurs consignes de sécurité sur l'intervalle de sécurité à respecter avant de prendre l'avion après avoir plongé, de nombreux organismes désignent par « profonde » toute plongée au-delà des 15 m.
- dans cet article, sont décrites les plongées à grande profondeur, en général au-delà de 60 m, profondeur à partir de laquelle il y a un consensus pour utiliser un mélange gazeux autre que l'air.

Ces plongées permettent d'atteindre certaines épaves hors de portée lors de plongées à l'air, ou alors de mener certaines pénétrations lors de plongées souterraines, ou tout simplement de battre un record.
Néanmoins, ce type de plongée nécessite une solide formation, et une très grande préparation, en termes de matériel, calculs de proportions de gaz, planification de la plongée, etc.

## Plongée récréative profonde
La plongée récréative profonde est l'apanage des plongeurs loisirs et les paramètres relatifs à celle-ci sont plus légers et plus facile à maîtriser. Elle couvre des profondeurs de 18 à 60 m suivant les organismes de certification. Par exemple, PADI recommande à l'Advanced Open Water Diver de ne pas dépasser 30 m, 40 m s'il possède la certification Deep Diver.
- Considérant l'azote, la limite physiologique de la plongée à l'air est de 60 m (les 79 % d'azote dans l'air comprimé des bouteilles deviennent toxiques pour le corps humain au-delà ; Pp N2 = 5,6 bars).
- Concernant l'oxygène, la limite physiologique de la plongée à l'air est de 66 m (les 21 % d'oxygène dans l'air comprimé des bouteilles deviennent toxiques pour le corps humain au-delà ; Pp O2 = 1,6 bar).

En conséquence, la limite physiologique de la plongée à l'air est de 60 mètres (limite de toxicité de l'azote atteinte).

## Adaptation du matériel
En plongée profonde, le matériel doit être particulièrement préparé, en raison des risques encourus lors de telles plongées. Les plongeurs évoluent souvent avec plusieurs blocs, remplis de mélanges différents à utiliser en fonction de la profondeur atteinte. Ils descendent et remontent souvent le long d'un bout, appelé « ligne de décompression ». Cette ligne permet de se débarrasser des blocs vides et de faire un palier de décompression avec un mélange optimisé.
Concrètement, à partir du moment où un plongeur décide de se lancer dans les plongées profondes, l'analyse systémique de risques devient une obligation, entraînant une redondance du matériel vital.

## Planification
La planification consiste à déterminer préalablement le profil (c'est-à-dire la courbe profondeur en fonction du temps ainsi que les profondeurs de changement de gaz) de la plongée afin de déterminer les volumes de gaz nécessaires. Il est fréquent de calculer plusieurs profils (en cas de dépassement de temps, de profondeur, de perte de gaz…). Le plongeur calcule en fait une table de plongée ad-hoc. Si la planification est retranscrite sur un support immergeable qui sera emmené durant la plongée, celui-ci est appelé run-time.

## Impact sur l'homme

### Au niveau physique
La plongée profonde voit apparaître chez le plongeur des risques inhérents à la plongée inconnus jusqu'alors :
- la narcose ou ivresse des profondeurs qui peut rendre le comportement du plongeur étrange, inadéquat ou dangereux. Les effets sont similaires à ceux de l'alcoolémie ;
- l'hyperoxie en cas de plongée profonde avec un gaz inadapté comme un nitrox trop chargé en oxygène ;
- le syndrome nerveux des hautes pressions à très grande profondeur (HPNS).

### Au niveau psychologique
- La plongée profonde a la particularité d'exposer le plongeur à un phénomène nouveau. Celui-ci doit se rendre compte qu'en cas de problème grave il lui est impossible de remonter directement comme il lui était encore possible de le faire à 20 mètres (ce qui comporte déjà des risques).
- La plongée profonde est équivalente à la plongée souterraine dans le sens où, même si aucun obstacle physique ne le sépare de la surface, un plafond imaginaire doit se dessiner dans l'esprit du plongeur, lui imposant de régler ses problèmes sous l'eau, d'une manière ou d'une autre. En effet, toute tentative de remonter directement en surface se soldera quasi inévitablement par une visite au caisson de recompression, voire par le décès du plongeur à la suite d'un accident de décompression (appelé aussi maladie de décompression) ou d'un barotraumatisme (par exemple une surpression pulmonaire).
- À partir de 40 mètres, même les protocoles de remontée d'urgence ne dépassant pas la vitesse de 18 mètres à la minute présentent un réel danger pour le plongeur, bien que plus mesuré.
- La plongée profonde doit ainsi être préparée et considérée par le plongeur de manière plus complexe qu'une plongée simple. C'est à partir de ce niveau que l'on commence peu à peu à se poser la question « What if ? » (que dois-je faire si telle situation survient ?), chère au jargon des plongeurs techniques.
- Au niveau psychologique, après l'apprentissage de ces nouveaux paramètres, les premières plongées profondes de presque tous les plongeurs induisent un certain stress qu'il convient de gérer, d'où l'importance d'un état mental parfaitement serein.
- Le plongeur doit se préparer à être bien plus autonome qu'il ne l'était auparavant. Bien entendu, son binôme doit pouvoir l'aider en cas de problèmes, mais il faut être capable de compter sur soi-même en cas de problème majeur et avoir une certaine maîtrise de soi.

## Plongeur technique
Les plongeurs techniques repoussent les limites de profondeurs imposées par la plongée loisir pour atteindre des profondeurs beaucoup plus importantes. Il s'agit d'un niveau où la condition physique et psychologique du plongeur prend toute son importance et où une formation basique ne suffit plus. Un plongeur technique doit être capable de gérer n'importe quel souci se produisant sous l'eau sans avoir un accès immédiat à la surface. Plus la profondeur est importante plus le volume de gaz emporté doit être conséquent car elles imposent des paliers de décompression parfois impressionnants de longueur.

## Mélange gazeux
La plupart des agences techniques recommandent de ne pas dépasser les 50 à 55 mètres à l'air (à l'exception notable de PSAI qui propose un cursus allant jusqu'à 73 m). Certaines (GUE, NauiTec, UTD, ISE) bannissent l'air et imposent très vite (au-delà de 33 mètres) l'usage de mélanges trimix.
Compte tenu de la toxicité des gaz (azote et oxygène), il est nécessaire, en fonction de la profondeur visée, de choisir un mélange aux proportions optimisées.
Ce mélange pourra être du trimix, de l'héliair (ou plus rarement de l'héliox). La décompression, quant à elle se fera avec des mélanges enrichis en dioxygène (« surox ») : au nitrox ou au triox (mélange de nitrox et d'hélium, aussi appelé helitrox) et éventuellement à l'oxygène.
Lors de plongées très profondes (plongée professionnelle de recherche ou de travaux), il est possible aussi d'utiliser de l'hydrox.

## Records
La plongée la plus profonde au monde a été réalisée par Théo Mavrostomos, le 20 novembre 1992, pour l'entreprise COMEX, avec un mélange hydreliox et une sortie en eau avec scaphandre à 675 m[réf. nécessaire], mais la compression a été faite exactement jusqu'à 703 m. Il atteint 701 m en plongée simulée dans un caisson,.
Le record en plongée à saturation a été établi en 1988 à une profondeur de 534 m par 4 plongeurs professionnels de la COMEX et 2 plongeurs de la marine nationale lors de l’expédition Hydra VIII dans la mer Méditerranée durant laquelle les plongeurs ont réalisé un exercice de connexion de pipeline.
Le record en plongée autonome avec bouteilles était détenu, en 2005, par Pascal Bernabé, avec une profondeur de 330 m ; ce record a été battu en 2014 par le nageur de combat égyptien Ahmed Gamal Gabr qui a atteint la profondeur de 332,35 m.
Le 8 janvier 2005, Dave Shaw a atteint la profondeur de 270 mètres lors d'une plongée en Afrique du Sud à Boesmansgat, mais est mort lors de la plongée, d'hypercapnie en remontant le cadavre de Deon Dreyer décédé le 17 décembre 1994, ce qui a engendré la noyade.
En circuit fermé (c'est-à-dire avec recycleur), le record du monde est détenu par Jarek Macedonian qui a effectué une plongée à une profondeur de 316 mètres le 10 octobre 2018 au lac de Garde en Italie. Il a ainsi amélioré de 13 m le précédent record du monde de plongée en recycleur de Krzysztof Starnawski établi le 14 septembre 2018 dans le même lac.
En plongée souterraine, Xavier Méniscus, 2 mois après Frédéric Swierczynski, a battu le record du monde le 6 janvier 2024 à la résurgence de Font Estramar en atteignant la profondeur de −312 m,. Xavier Méniscus détenait déjà le record du monde à −286 m depuis le 30 décembre 2019, mais Frédéric Swierczynski l'avait porté à −308 m, le 3 novembre 2023, toujours dans la même cavité.